# Il rally più pazzo d'Africa
Il rally più pazzo d'Africa (Safari 3000) è un film del 1982 diretto da Harry Hurwitz e interpretato da David Carradine, Stockard Channing e Christopher Lee.

## Trama
Dopo aver perso, per circostanze negative diverse, i rispettivi posti da riserva e da navigatrice un pilota e una giornalista si incontrano e decidono di fare coppia per partecipare, con una vettura rimediata all'ultimo momento, ad uno scalmanato rally africano lungo 3000 km. Nel corso della gara i vari protagonisti fanno ricorso a qualsiasi stratagemma e colpo basso per avere la meglio nei confronti dei rispettivi antagonisti.

## Produzione
Il budget messo a disposizione per la realizzazione il film è stato di 5,5 milioni di dollari e originariamente prima del definitivo "Safari 3000" doveva intitolarsi "Rally" poi, in un secondo momento, "Two in the Bush".

### Cast
Oltre ai ben noti David Carradine e Christopher Lee è da segnalare la presenza di Stockard Channing meglio nota al grande pubblico per aver interpretato la parte della ribelle "Rizzo" nel film Grease.

### Riprese
Le riprese della pellicola sono durate dodici settimane a cavallo tra l'ottobre e il dicembre del 1980 e si sono svolte principalmente all'interno di riserve e parchi nazionali del Sudafrica e dello Zimbabwe.

## Distribuzione
La pellicola è stata distribuita nei cinema italiani e statunitensi a partire dal maggio 1982. Negli USA, vista la partenza poco brillante, non ha comunque  potuto godere di una distribuzione capillare finendo per diventare presto un prodotto destinato alla televisione via cavo.

### Data di uscita
Alcune date di uscita internazionali nel corso del 1982 sono state:
- 22 maggio 1982 in Italia[4]
- 28 maggio 1982 negli Stati Uniti (Safari 3000)[5]
- 1 novembre 1982 in Danimarca (Knald i karburatoren)[6]

## Accoglienza

### Incassi
La pellicola è stata un flop al botteghino non riuscendo a classificarsi tra i primi 100 film di maggior incasso della propria stagione cinematografica né in Italia né negli Stati Uniti.

### Critica
La rivista statunitense Variety ha liquidato il film come una pellicola minore, inoffensiva ma anche poco stimolante invece il quotidiano La Stampa lo definisce come un prodotto che si presenta con sembianze di serie A ma che risulta essere fiacco nel ritmo e annacquato da divagazioni estemporanee di comicità stantia.